# Festival Internacional de Cine de San Sebastián 2005
La 53.ª edición del Festival Internacional de Cine de San Sebastián se celebró del jueves 15 al sábado 24 de septiembre de 2005 en San Sebastián. 

## Jurados
Jurado de la Sección Oficial
- Anjelica Huston, actriz estadounidense
- Veronica Forqué, actriz española
- Enrico Lo Verso, actor italiano
- Claude Miller, director francés
- Lone Scherfig, directora danesa
- Antonio Skármeta, escritor chileno
- Dean Tavoularis, productor griego

Premio Horizontes
- Edgardo Cozarinsky, escritor y director argentino (Presidente)
- Cecilia Barriga, directora chilena
- Peter Marai, exhibidor húngaro naturalizado argentino

Nuevos Directores
- Vincenzo Bugno, crítico italiano (Presidente)
- Marian Fernández Pascal, productora española
- Francisco Hoyos, productor español
- Orlando Mora, crítico de cine colombiano
- Jérôme Paillard, director delegado del Mercado del Film del Festival de Cannes
- Melanie Tebb, exhibidora estadounidense
- Jan Vandierendonck, director del Antwerp European Youth Film Festival

## Películas

### Sección Oficial
Las 18 películas siguientes compitieron para el premio de la Concha de Oro a la mejor película:
| Título en España                       | Título original                        | Director(es)                        | País            |
| -------------------------------------- | -------------------------------------- | ----------------------------------- | --------------- |
| 7 vírgenes                             | 7 vírgenes                             | Alberto Rodríguez                   | España          |
| Algo parecido a la felicidad           | Stesi                                  | Bohdan Sláma                        | República Checa |
| April snow                             | April snow                             | Hur Jin-ho                          | Corea del Sur   |
| El aura                                | El aura                                | Fabián Bielinsky                    | Argentina       |
| Bang Bang Orangutang                   | Bang Bang Orangutang                   | Simon Staho                         | Suecia          |
| Tristram Shandy: A Cock and Bull Story | Tristram Shandy: A Cock and Bull Story | Michael Winterbottom                | Reino Unido     |
| Entre ses mains                        | Entre ses mains                        | Anne Fontaine                       | Francia         |
| Defosaenfosa                           | Odgrobadogroba                         | Jan Cvitkovic                       | Eslovenia       |
| Iluminados por el fuego                | Iluminados por el fuego                | Tristán Bauer                       | Argentina       |
| No estoy hecho para ser amado          | Je ne suis pas là pour être aimé       | Stéphane Brizé                      | Francia         |
| Malas temporadas                       | Malas temporadas                       | Manuel Martín Cuenca                | España          |
| Obaba                                  | Obaba                                  | Montxo Armendáriz                   | España          |
| Verano en Berlín                       | Sommer vorm balkon                     | Andreas Dresen                      | Alemania        |
| Sud Express                            | Sud Express                            | Chema de la Peña, Gabriel Velázquez | España          |
| Sunflower                              | Xiang ri kui                           | Zhang Yang                          | China           |
| Tideland                               | Tideland                               | Terry Gilliam                       | Reino Unido     |
| O veneno da madrugada                  | O veneno da madrugada                  | Ruy Guerra                          | Brasil          |
| La vida perra de Juanita Narboni       | La vida perra de Juanita Narboni       | Farida Benlyazid                    | España          |

#### Fuera de competición
Las películas siguientes fueron seleccionadas para ser exhibidas fuera de competición: 
Largometrajes
| Título en España                  | Título original            | Director(es)    | País          |
| --------------------------------- | -------------------------- | --------------- | ------------- |
| Burt Munro: Un sueño, una leyenda | The world’s fastest Indian | Roger Donaldson | Nueva Zelanda |
| Homicidio                         | Manslaughter               | Per Fly         | Dinamarca     |

### Otras secciones oficiales

#### Horizontes latinos
El Premio Horizontes impulsa el conocimiento de los largometrajes producidos total o parcialmente en América Latina, dirigidos por cineastas de origen latino, o bien que tengan por marco o tema comunidades latinas del resto del mundo.
Largometrajes
| Título original           | Director(es)                         | País           |
| ------------------------- | ------------------------------------ | -------------- |
| Alma mater                | Álvaro Burela                        | Uruguay        |
| Cine, aspirinas y buitres | Marcelo Gomes                        | Brasil         |
| Como pasan las horas      | Inés de Oliveira Cézar               | Argentina      |
| El inmortal               | Mercedes Moncada Rodríguez           | México         |
| Géminis                   | Albertina Carri                      | Argentina      |
| Secretos de verano        | Georgina Garcia Riedel               | Estados Unidos |
| La demolición             | Marcelo Mangone                      | Argentina      |
| La sagrada familia        | Sebastián Lelio                      | Chile          |
| Monobloc                  | Luis Ortega                          | Argentina      |
| Romántico                 | Mark Becker                          | EE. UU.        |
| Sangre                    | Amat Escalante                       | México         |
| Toro negro                | Pedro González-Rubio, Carlos Armella | México         |

Precciones especiales Horizontes
| Título original   | Director(es)       | País      |
| ----------------- | ------------------ | --------- |
| Los olvidados     | Luis Buñuel        | México    |
| Ardente paciencia | Antonio Skármeta   | RFA       |
| Ronda nocturna    | Edgardo Cozarinsky | Argentina |

#### Perlas
Las 13 películas proyectadas en esta sección son largometrajes inéditos en España, que han sido aclamados por la crítica y/o premiados en otros festivales internacionales. Estas fueron las películas seleccionadas para la sección:
| Título en España            | Título original                 | Director(es)                 | País           |
| --------------------------- | ------------------------------- | ---------------------------- | -------------- |
| Black Widow                 | Before It Had a Name            | Giada Colagrande             | Estados Unidos |
| Dentro de Garganta profunda | Inside Deep Throat              | Fenton Bailey, Randy Barbato | Estados Unidos |
| Mary                        | Mary                            | Abel Ferrara                 | Italia         |
| Match point                 | Match point                     | Woody Allen                  | Reino Unido    |
| El arco                     | The Bow (Hwal)                  | Kim Ki-duk                   | Corea del Sur  |
| Batalla en el cielo         | Batalla en el cielo             | Carlos Reygadas              | México         |
| Paradise Now                | Paradise Now                    | Hany Abu-Assad               | Palestina      |
| Flores rotas                | Broken flowers                  | Jim Jarmusch                 | Estados Unidos |
| El infierno                 | L’enfer                         | Danis Tanovic                | Francia        |
| La pequeña Lola             | Holy Lola                       | Bertrand Tavernier           | Francia        |
| Tú, yo y todos los demás    | Me and You and Everyone We Know | Miranda July                 | Estados Unidos |
| Nueve vidas                 | Nine Lives                      | Rodrigo García               | Estados Unidos |
| Hacia el sur                | Vers le sud                     | Laurent Cantet               | Francia        |

#### Nuevos Directores
Esta sección agrupa los primeros o segundos largometrajes de sus cineastas, inéditos o que solo han sido estrenados en su país de producción y producidos en el último año. Estas fueron las películas seleccionadas para la sección:
| Título en español                | Título original                  | Director(es)                             | País           |
| -------------------------------- | -------------------------------- | ---------------------------------------- | -------------- |
| Agua con sal                     | Agua con sal                     | Pedro Pérez Rosado                       | España         |
| Alex                             | Alex                             | José Alcalá                              | Francia        |
| Aupa Etxebeste!                  | Aupa Etxebeste!                  | Telmo Esnal, Asier Altuna                | España         |
| Dreaming Lhasa                   | Dreaming Lhasa                   | Ritu Sarin, Tenzing Sonam                | Reino Unido    |
| Someone Else's Happiness         | Een ander zijn geluk             | Fien Troch                               | Bélgica        |
| The Forbidden Chapter            | The Forbidden Chapter            | Fariborz Kamkari                         | Irán           |
| El perro mongol                  | Die Hoehle des gelben Hundes     | Byambasuren Davaa                        | Alemania       |
| El iceberg                       | L'iceberg                        | Dominique Abel, Fiona Gordon, Bruno Romy | Bélgica        |
| Jogo Subterrâneo                 | Jogo Subterrâneo                 | Roberto Gervitz                          | Brasil         |
| Mirar a ambos lados              | Look Both Ways                   | Sarah Watt                               | Australia      |
| The Master                       | Mistrz                           | Piotr Trzaskalski                        | Polonia        |
| Oyun                             | Oyun                             | Pelin Esmer                              | Turquía        |
| Sorry Apple                      | Sa-kwa                           | Kang Yi-kwan                             | Corea del Sur  |
| Sauf le respect que je vous dois | Sauf le respect que je vous dois | Fabienne Godet                           | Francia        |
| Shadowboxer                      | Shadowboxer                      | Lee Daniels                              | Estados Unidos |
| Jugándose la vida                | Spiele Leben                     | Antonin Svoboda                          | Austria        |
| Stoned                           | Stoned                           | Stephen Woolley                          | Reino Unido    |
| Los suicidas                     | Los suicidas                     | Juan Villegas                            | Argentina      |
| El taxista ful                   | El taxista ful                   | Jo Sol                                   | España         |

### Otras secciones

#### Made in Spain
Sección dedicada a una serie de largometrajes españoles que se estrenan en el año. Estas fueron las películas seleccionadas para la sección:
| Título original                | Director(es)                 |
| ------------------------------ | ---------------------------- |
| 20 centímetros                 | Ramón Salazar                |
| Amor idiota                    | Ventura Pons                 |
| El Calentito                   | Chus Gutiérrez               |
| La casa de mi abuela           | Adán Aliaga                  |
| El cielo gira                  | Mercedes Álvarez             |
| Crimen ferpecto                | Álex de la Iglesia           |
| Frágil                         | Juanma Bajo Ulloa            |
| Habana Blues                   | Benito Zambrano              |
| Interior (noche)               | Miguel Ángel Cárcano         |
| El Lobo                        | Miguel Courtois              |
| El maquinista                  | Brad Anderson                |
| Morir en San Hilario           | Laura Mañá                   |
| El penalti más largo del mundo | Roberto Santiago             |
| Semen, una historia de amor    | Inés París, Daniela Féjerman |
| Reinas                         | Manuel Gómez Pereira         |
| Tapas                          | José Corbacho, Juan Cruz     |

#### Cine en Construcción
Este espacio, coordinado por el propio Festival juntamente con Cinélatino, Rencontres de Toulouse, se exhiben producciones latinoamericanas en fase de postproducción. Estas fueron las películas seleccionadas para la sección:
| Título en original     | Director(es)                      | País     |
| ---------------------- | --------------------------------- | -------- |
| El baño del Papa       | César Charlone, Enrique Fernández | Uruguay  |
| Esas no son penas      | Daniel Andrade, Anahí Hoeneisen   | Colombia |
| La perrera             | Manuel Nieto Zas                  | Uruguay  |
| É Proibido Proibir     | Jorge Durán                       | Brasil   |
| El rey de San Gregorio | Alfonso Gazitúa                   | Chile    |
| El telón de azúcar     | Camila Guzmán Urzúa               | Cuba     |
| El violín              | Francisco Vargas                  | México   |

#### Retrospectivas

##### Retrospectiva clásica. Homenaje aRobert Wise
La retrospectiva de ese año fue dedicado a la obra del cineasta estadounidense Robert Wise (1914-2005). Se proyectó la práctica totalidad de su filmografía.
| Título en español                   | Título en original                  | Año  |
| ----------------------------------- | ----------------------------------- | ---- |
| El regreso de la mujer pantera      | The Curse of the Cat People         | 1944 |
| Mademoiselle Fifi                   | Mademoiselle Fifi                   | 1944 |
| El ladrón de cadáveres              | The Body Snatcher                   | 1945 |
| A Game of Death                     | A Game of Death                     | 1945 |
| Juzgado criminal                    | Criminal Court                      | 1946 |
| Nacido para matar                   | Born to Kill                        | 1947 |
| Sangre sobre la luna                | Blood on the Moon                   | 1948 |
| Misterio en México                  | Mystery in Mexico                   | 1948 |
| Nadie puede vencerme                | The Set-Up                          | 1949 |
| Entre dos juramentos                | Two Flags West                      | 1950 |
| Tres secretos                       | Three Secrets                       | 1950 |
| Ultimátum a la Tierra               | The Day the Earth Stood Still       | 1951 |
| La casa de la colina                | The House on Telegraph Hill         | 1951 |
| La ciudad cautiva                   | The Captive City                    | 1952 |
| Las ratas del desierto              | The Desert Rats                     | 1953 |
| Something for the Birds             | Something for the Birds             | 1952 |
| Tempestad en Asia                   | Destination Gobi                    | 1953 |
| Trigo y esmeralda                   | So Big                              | 1953 |
| La torre de los ambiciosos          | Executive Suite                     | 1954 |
| Helena de Troya                     | Helen of Troy                       | 1956 |
| La ley de la horca                  | Tribute to a Bad Man                | 1956 |
| Marcado por el odio                 | Somebody Up There Likes Me          | 1956 |
| This Could Be the Night             | This Could Be the Night             | 1957 |
| Mujeres culpables                   | Until They Sail                     | 1957 |
| ¡Quiero vivir!                      | I Want to Live!                     | 1958 |
| Torpedo                             | Run Silent, Run Deep                | 1958 |
| Apuestas contra el mañana           | Odds Against Tomorrow               | 1959 |
| West Side Story                     | West Side Story                     | 1961 |
| Cualquier día en cualquier esquina  | Two For the Seesaw                  | 1962 |
| La mansión encantada                | The Haunting                        | 1963 |
| Sonrisas y lágrimas                 | The Sound of Music                  | 1965 |
| El Yangtsé en llamas                | The Sand Pebbles                    | 1966 |
| La estrella                         | Starǃ                               | 1968 |
| La amenaza de Andrómeda             | The Andromeda Strain                | 1971 |
| Two People (Encuentro en Marrakech) | Two People (Encuentro en Marrakech) | 1973 |
| Hindenburg                          | Hindenburg                          | 1975 |
| Las dos vidas de Audrey Rose        | Audrey Rose                         | 1977 |
| Star Trek, la película              | Star Trek: The Motion Picture       | 1979 |
| Rooftops                            | Rooftops                            | 1989 |
| Una tormenta de verano              | A Storm in Summer                   | 2000 |

##### Retrospectiva Contemporánea: Conocer aAbel Ferrara
La retrospectiva de ese año fue dedicado a la obra del cineasta estadounidense Abel Ferrara. Se proyectó la práctica totalidad de su filmografía.
| Título en español               | Título en original   | Año  |
| ------------------------------- | -------------------- | ---- |
| Nicky's Film (corto)            | Nicky's Film (corto) | 1971 |
| The Hold Up (corto)             | The Hold Up (corto)  | 1973 |
| Could This Be Love              | Could This Be Love   | 1975 |
| Killer (El asesino del taladro) | The Driller Killer   | 1979 |
| Ángel de venganza               | Ms .45               | 1981 |
| Ciudad del crimen               | Fear City            | 1984 |
| Crime story (TV)                | Crime story (TV)     | 1986 |
| The Gladiator (TV)              | The Gladiator (TV)   | 1986 |
| China Girl                      | China Girl           | 1987 |
| El cazador de gatos             | Cat Chaser           | 1988 |
| El rey de Nueva York            | King of New York     | 1990 |
| Teniente corrupto               | Bad Lieutenant       | 1992 |
| Secuestradores de cuerpos       | Body Snatchers       | 1993 |
| Juego peligroso                 | Dangerous Game       | 1993 |
| The Addiction                   | The Addiction        | 1994 |
| El funeral                      | The funeral          | 1996 |
| The Blackout                    | The Blackout         | 1997 |
| New Rose Hotel                  | New Rose Hotel       | 1998 |
| Un cuento de Navidad            | 'R Xmas              | 2001 |
| Mary                            | Mary                 | 2005 |

##### Retrospectiva Temática: Rebeldes e insumisas
Esta retrospectiva refleja el papel de heroínas cuyo coraje y valentía tragredieron el papel tradicional de los papeles femeninos en el cine a lo largo de su historia.
| Título en España                      | Título original          | Director(es)                             | País         | Año  |
| ------------------------------------- | ------------------------ | ---------------------------------------- | ------------ | ---- |
| Siete mujeres                         | 7 Women                  | John Ford                                | EE. UU.      | 1966 |
| Una mujer se rebela                   | A Woman Rebels           | Mark Sandrich                            | EE. UU.      | 1936 |
| Agnes Browne: Un sueño hecho realidad | Agnes Browne             | Anjelica Huston                          | EE. UU.      | 1999 |
| Quiero ser como Beckham               | Bend It Like Beckham     | Gurinder Chadha                          | Reoino Unido | 2002 |
| Boys Don't Cry                        | Boys Don't Cry           | Kimberly Peirce                          | EE. UU.      | 1999 |
| Dolores                               | Dolores                  | José Luis García Sánchez, Andrés Linares | España       | 1981 |
| Eclipse total                         | Dolores Claiborne        | Taylor Hackford                          | EE. UU.      | 1995 |
| Todos los días son fiesta             | Every Day's a Holiday    | A. Edward Sutherland                     | EE. UU.      | 1937 |
| Frances                               | Frances                  | Graeme Clifford                          | EE. UU.      | 1982 |
| Tomates verdes fritos                 | Fried Green Tomatoes     | Jon Avnet                                | EE. UU.      | 1991 |
| Gloria                                | Gloria                   | John Cassavetes                          | EE. UU.      | 1980 |
| Heroina                               | Heroina                  | Gerardo Herrero                          | España       | 2005 |
| El domingo si Dios quiere             | Inch'Allah Dimanche      | Yamina Benguigui                         | Argelia      | 2001 |
| Jezabel                               | Jezebel                  | William Wyler                            | EE. UU.      | 1938 |
| Noble gesta                           | L'onorevole Angelina     | Luigi Zampa                              | Italia       | 1947 |
| La Raulito                            | La Raulito               | Lautaro Murúa                            | Argentina    | 1975 |
| La vieja dama indigna                 | La vieille dame indigne  | René Allio                               | Francia      | 1965 |
| Encuentro entre dos reinas            | Meeting two queens       | Cecilia Barriga                          | EE. UU.      | 1991 |
| Messidor                              | Messidor                 | Alain Tanner                             | Suiza        | 1978 |
| Mujeres insumisas                     | Mujeres insumisas        | Alberto Isaac                            | México       | 1995 |
| Ni locas, ni terroristas              | Ni locas, ni terroristas | Cecilia Barriga                          | España       | 2005 |
| Norma Rae                             | Norma Rae                | Martin Ritt                              | EE. UU.      | 1979 |
| La reina Cristina de Suecia           | Queen Christina          | Rouben Mamoulian                         | EE. UU.      | 1933 |
| Retrato de Teresa                     | Retrato de Teresa        | Pastor Vega                              | Cuba         | 1979 |
| Rosa Luxemburgo                       | Rosa Luxemburg           | Margarethe von Trotta                    | RFA          | 1998 |
| Sara                                  | Sara                     | Dariush Mehrjui                          | Irán         | 1993 |
| Sólo para hombres                     | Sólo para hombres        | Fernando Fernán Gómez                    | España       | 1960 |
| Thelma & Louise                       | Thelma & Louise          | Ridley Scott                             | EE. UU.      | 1991 |

## Palmarés

### Premios oficiales[11]
- Concha de Oro: Algo parecido a la felicidad de Bohdan Sláma
- Premio Especial del Jurado: Iluminados por el fuego de Tristán Bauer
- Concha de Plata al Mejor Director: Zhang Yang por Sunflower
- Concha de Plata a la Mejor Actriz: Anna Geislerová por Algo parecido a la felicidad
- Concha de Plata al Mejor Actor: Juan José Ballesta por 7 Vírgenes
- Premio del jurado a la mejor fotografía: Jong Lin por Sunflower
- Premio del jurado al mejor Guion: Wolfgang Kohlhaase por Verano en Berlín

### Premios honoríficos
Premio Donostia
- William Dafoe[12]
- Ben Gazzara[13]

### Otros premios oficiales
- Premio Nuevos Directores: Defosaenfosa de Jan Cvitkovic

Mención especial: Les partits producteurs de la Sierra de Sandra Blondel y Pascal Henniquinen
- Premio Montblanc de Nuevos Guionistas: Sorry Apple de Kang Yi-kwan
- Premio Horizontes: Toro negro de Pedro González-Rubio, Carlos Armella

Mención especial: Monobloc de Luis Ortega
Mención especial: Secretos de verano de Georgina Garcia Riedel

#### Premio Nest Film Students
- Premio TV5: 2 + 2 = 5 de Jorge Carrascosaren

Mención especial: El taxista ful de Jo Sol
- PREMIO CECC:  Cache ta joie de Jean-Baptiste de Laubier

### Premios del público
- Premio TCM del Público: La pequeña Lola de Bertrand Tavernier
- Premio de la Juventud: Aupa Etxebeste! de Telmo Esnal, Asier Altuna

#### Premios de la industria
- Premios Cine en Construcción: É Proibido Proibir de Jorge Durán
- Premio TVE: El telón de azúcar de Camila Guzmán Urzúa
- Premio Casa América: El violín de Francisco Vargas
- Premio SIGNIS: 
  - É Proibido Proibir de Jorge Durán
  - El violín de Francisco Vargas
- Premio CICAE: El violín de Francisco Vargas

### Otros premios
- Premio del CEC (Círculo de Escritores Cinematográficos): No estoy hecho para ser amado de Stéphane Brizé
- Premio FIPRESCI: Tideland de Terry Gilliam
- Premio CICAE: Alex de José Alcalá
- Premio SIGNIS: Sud Express de Chema de la Peña, Gabriel Velázquez

Mención especial: El perro mongol de Byambasuren Davaa
- Premio GEHITU-Asociación de Gays y Lesbianas del País Vasco: Malas temporadas de Manuel Martín Cuenca